# 奥姆卡尔·谢卡尔·奥塔里
奥姆卡尔·谢卡尔·奥塔里（Omkar Shekhar Otari，1987年12月16日—）是一名印度举重运动员，身高1.62米，曾参加广州亚运会，以260千克的成绩获62公斤级比赛第十一名。